# Aïda (comédie musicale)
Pour les articles homonymes, voir Aïda.
Aïda (Aida en version originale) est une comédie musicale américaine en deux actes de Tim Rice (lyrics) et  Elton John (musique) créée le 9 décembre 1999 au Cadillac Palace de Chicago. Le livret de Linda Woolverton, Robert Falls et David Henry Hwang (en) est inspiré de l'opéra-homonyme de Giuseppe Verdi, dont l'intrigue a été conçue par Auguste Mariette. Le spectacle a été produit par Disney Theatrical.

## Genèse
Le projet trouve son origine dans un livre de contes pour enfants écrit par la soprano Leontyne Price, d'après l'opéra de Verdi. Les droits de l'œuvre sont acquis par les studios Disney dans le but de l'adapter en long-métrage. Le projet est finalement abandonné mais le succès du Roi Lion incite les studios à en faire un spectacle musical.
Une première version est présentée sous le titre Elaborate Lives: The Legend of Aida à l'Alliance Theatre d'Atlanta (Géorgie) du 16 septembre au 8 novembre 1998. La mise en scène est de Robert Jess Roth, la chorégraphie de Matt West, les décors de Stanley A. Meyer et les costumes de Ann Hould-Ward.
Le 23 mars 1999 sort un album reprenant les principales chansons du spectacle interprétées par une pléiade de stars réunies pour l'occasion par Elton John : Sting, LeAnn Rimes, Tina Turner, les Spice Girls, Janet Jackson, Boyz II Men, Shania Twain, Heather Headley et Sherie Scott (créatrices d'Aïda et Amnéris), Lenny Kravitz, James Taylor, Lulu, Kelly Price et Dru Hill. Cette sortie est précédée de deux concerts à Londres, le 26 janvier, et New York City, le 1er février.
Parallèlement, les producteurs décident de procéder à une refonte complète du spectacle. Le nouveau metteur en scène Robert Falls révise le livret avec David Henry Hwang ; la chorégraphie est confiée à  Wayne Cilento et les décors et costumes à Bob Crowley. La création de la nouvelle version, rebaptisée Elton John and Tim Rice's Aida, a lieu du 9 décembre 1999 au 9 janvier 2000 Cadillac Palace de Chicago, avant de reprendre au  Palace Theatre de Broadway du 23 mars 2000 au 4 septembre 2004 (1 852 représentations). Une tournée nationale est organisée par la suite ainsi que plusieurs adaptations à l'international : Allemagne, Suisse, Japon, Corée du Sud, Pays-Bas, Uruguay, Australie, Philippines, Mexique, Croatie, Pérou, Argentine, Estonie, Canada, Hongrie, Brésil, Suède, Danemark, Chine, et Israël.

## Argument

### Acte I
Dans l'aile égyptienne d'un musée, un homme et une femme parcourant l'exposition croisent leur regard. Une statue d'Amneris, une femme Pharaon prend vie et interprète la première chanson du  spectacle ; Every Story Is a Love Story/Chaque histoire est une histoire d'amour. Amneris les transporte en ancienne Égypte où Radames, capitaine le l'armée du pays et ses hommes rentrent d'une expédition en Nubie, ancien ennemie de l'Égypte (Fortune Favors the Brave/La fortune sourit aux audacieux). Quand ses soldats capturent un groupe de femmes nubienne, parmi elles se trouve Aïda qui essaie de se libérer en affrontant les soldats. Elle leur tiens tête en déclarant que même si les égyptiens ont tout pris aux nubiens, ils n'auraient jamais leur fierté (The Past Is Another Land/Le passé est une autre terre). Radames leur sauve la vie en leur évitant les mines de cuivre et en les envoyant à la place au palais de la princesse Amneris. Le père de Radames, le ministre en chef Zoser annonce à son fils que le pharaon est mort et qu'il doit se préparer à devenir le prochain maître de l'Égypte (Another Pyramid/Une autre pyramide). Ce que ne sait pas Radames, c'est que le pharaon est mort empoisonné par Zoser pour accélérer l'accession au trône de son fils.
La servante nubienne de Radames, Mereb, est une jeune femme qui a appris les astuces pour survivre en Égypte. Tout en livrant Aïda à la princesse, Mereb reconnait la fille du roi de Nubie. Elle lui recommande de garder son identité secrète pour éviter de se faire tuer par les égyptiens (How I Know You/Comment je vous connais). Présentée à Amneris, Aïda est immédiatement aimée. Elle perçoit que l'amour de la princesse pour la mode est en fait un masque (My Strongest Suit/Mon costume le plus fort). Au banquet, Amneris et Radames apprennent du pharaon qu'ils doivent se marier en sept jours (Fortune Favors the Brave/La fortune sourit aux audacieux - reprise). Ensemble, lui et Aida font part de leurs rêves et leurs regrets (Enchantment Passing Through/Enchantement en passant par). Plus tard dans la nuit, Amneris inquiète de la maladie de son père trouve en Aïda quelqu'un pour la comprendre et l'encourager (My Strongest Suit/Mon costume le plus fort (Reprise)). À l'écart dans la chambre de sa fiancée, Radames avoue à Aïda son attirance toujours plus forte pour elle.
Aida est prise par Mereb au camp de Nubiens (Dance of the Robe/La danse de la robe). Quand elle implore Radames d'aider les nubiens, il ouvre son cœur en leur donnant ses possessions (Not Me/Pas moi) et déclare son amour pour elle (Elaborate Lives/Élaborer des vies). Incapable de combattre ses sentiments plus longtemps, elle tombe dans ses bras. Leur bonheur est interrompu par les nouvelles que rapporte l'armée de Radames. Ils ont capturé Amonasro, roi de Nubie et père d'Aïda. Incapable de la réconforter, Radames laisse Aïda dans la détresse. Rassemblant son peuple, Aïda leur assure que la Nubie ne mourra jamais (The Gods Love Nubia/Les dieux aiment la Nubie).

### Acte II
Aida, Amneris, et Radames sont empêtrés dans des émotions et des conflits de loyauté (A Step Too Far/Une étape trop loin). Aida et Mereb se retrouvent dans la cellule de prison d'Amonasro. Mereb élabore un plan pour s'échapper avec le roi pendant l'agitation prévisible lié au mariage d'Amneris. Pour sauver son père et sa nation, Aïda doit trahir l'homme qu'elle aime (Easy as Life/Facile comme la vie). En attendant, Zoser découvre l'histoire que Radames est en train de vivre et il avertit son fils qu'elle pourrait lui coûter le trône, mais Radames ne partage plus les ambitions de son père (Like Father, Like Son/Tel père, tel fils). Après ça, Zoser ordonne à ses hommes de trouver Aïda et de la tuer.
Au camp des nubiens, Aïda reçoit une lettre d'excuse de Radames (Radames' Letter/La lettre de Radames). Quand les soldats égyptiens arrivent, Nehebka, une autre nubienne se sacrifie de sorte que la princesse puisse vivre (Dance of the Robe/La danse de la robe - reprise). Déterminée à quitter Radames pour toujours, Aïda va lui dire au revoir malgré les objections de Mereb (How I Know You/Comment je vous connais - reprise). Radames informe Aïda qu'il souhaite annuler le mariage. Aïda sait que cela peut ruiner l'évasion programmée de son père et lui demande sonc de ne pas renoncer pour elle (Written in the Stars/Écrit dans les étoiles). Radames accepte, à condition qu'elle s'échape avec lui sur un bateau. Amneris a tout entendue et essaye de faire face au fait que son mariage n'est qu'un leurre (I Know the Truth/Je connais la vérité).
La nouvelle de l'évasion d'Amonasro perturbe le mariage d'Amneris et de Radames. Ce dernier apprend la véritable identité d'Aïda sur les docks du port. Bien qu'il soit fâche qu'Aïda lui ait caché ceci, elle lui assure qu'elle ne lui a jamais mentie au sujet de son amour. Dans le chaos ambiant, Mereb massacre un garde mais est mortellement touchée par Zoser. Radames rend possible l'évasion d'Amonasro en coupant la corde attachée au bateau, mais Aïda reste avec Radames. Zoser se sauve, et Mereb meurt dans les bras de son maître et de sa princesse aimée. Radames et Aida sont alors arrêtés pour trahison. Le pharaon décide de les enterrer vivant. Amneris convainc son père de laisser les amoureux mourir dans le même tombeau (Elaborate Lives/Élaborer des vies - reprise). Lentement privés d'air et de lumière, Radames jure qu'il la recherchera par cent vies pour la retrouver (Enchantment Passing Through/Enchantement en passant par - reprise).
De retour au musée, l'esprit d'Amneris révèle qu'elle est devenue Pharaon. La mort des amoureux donna naissance à un règne de paix entre l'Égypte et la Nubie. Elle observe les deux visiteurs du musée qui ne sont autre que les réincarnations d'Aïda et Radames (Every Story is a Love Story/Chaque histoire est une histoire d'amour - reprise).

## Distribution
| Personnages | Tessiture | Créateurs (Chicago/Broadway) | Descriptif |
| ----------- | --------- | ---------------------------- | --- |
| Aida        | fa3-fa5   | Heather Headley              | Fille d'Amonasro et princesse de Nubie, capturée par les Égyptiens. Seul Mereb connaît son identité. |
| Radames     | si2-si4   | Adam Pascal                  | Capitaine de l'armée égyptienne, fils de Zoser. Fiancé à la fille de Pharaon, il doit succéder à ce dernier sur le trône mais tombe amoureux de l'« esclave » Aïda.                                         |
| Amneris     | sol3-fa5  | Sherie René Scott            | Princesse d'Égypte, fille de Pharaon et fiancée de Radames. |
| Mereb       | do3-si4   | Damian Perkins               | Esclave nubien de Radames, capturé par les égyptiens tout jeune et qui les sert depuis. Il est le premier à reconnaître en Aïda la princesse de Nubie et celle qui apportera l'espoir aux esclaves nubiens. |
| Zoser       | fa3-do5   | John Hickok                  | Premier ministre d'Égypte et père de Radames. Il précipite l'accession de son fils au trône en empoisonnant Pharaon.                                                                                        |
| Nehebka     | la3-ré5   | Schele Williams              | Esclave nubienne qui parle à Aïda de l'importance de représenter son peuple. |
| Pharaon     |           | Daniel Oreskes               | Père d'Amneris et souverain d'Égypte. |
| Amonasro    |           | Tyrees Allen                 | Père d'Aïda et roi de Nubie. Il est fait esclave par les Égyptiens. |

### Chansons
Le style musical d'Aïda choisi par Elton John est éclectique. Another Pyramide est un reggae moderne, My Strongest Suit est plus proche du style Motown et The Gods Love Nubia est plus empreint de gospel. D'autres chansons comme Not Me, Elaborate Lives, A Step Too Far et Written in the Stars reflètent plus le style pop d'Elton John. On sent également une forte influence de la musique africaine.
| 1. Every Story Is a Love Story - Amneris 2. Fortune Favors the Brave - Amneris, Radames et les soldats 3. The Past Is Another Land - Aïda 4. Another Pyramid - Zoser et les ministres 5. How I Know You - Mereb et Aïda 6. My Strongest Suit - Amneris et les femmes du Palace 7. Fortune Favors the Brave (reprise) - Radames 8. Enchantment Passing Through - Radames et Aïda 9. My Strongest Suit (reprise) - Amneris et Aïda 10. Dance of the Robe - Aïda, Nehebka et les nubiens 11. Not Me - Radames, Mereb, Aïda, et Amneris 12. Elaborate Lives - Radames et Aïda 13. The Gods Love Nubia - Aïda, Nehebka et les Nubiens | 1. A Step Too Far - Amneris, Radames et Aïda 2. Easy as Life - Aïda 3. Like Father, Like Son - Zoser, Radames et les ministres 4. Radames' Letter - Radames 5. Dance of the Robe (reprise) - Orchestre 6. How I Know You (reprise) - Mereb 7. Written in the Stars - Radames et Aïda 8. I Know the Truth - Amneris 9. Elaborate Lives (reprise) - Aïda et Radames 10. Enchantment Passing Through (reprise) - Radames et Aïda 11. Every Story Is a Love Story (reprise) - Amneris |

## Distinctions
Récompenses
- Tony Awards 2000 :
  - Meilleure partition originale (Elton John, Tim Rice)
  - Meilleure actrice dans une comédie musicale (Heather Headley)
  - Meilleurs décors (Bob Crowley)
  - Meilleures lumières (Natasha Katz)
- Drama Desk Award : Meilleure actrice dans une comédie musicale (Heather Headley)
- Grammy Awards : Meilleur album pour un spectacle musical (Elton John et Tim Rice pour Elton John and Tim Rice's AIDA: Original Broadway Cast Recording)

Nominations
- Tony Awards 2000 : Meilleurs costumes Bob Crowley

## Discographie
- 1999 : Elton John and Tim Rice's Aida, sorti avant les représentations du spectacle et enregistré par Elton John et plusieurs stars de la pop.
- 2000 :  Elton John and Tim Rice's Aida - Original Broadway Cast Recording, comprenant les 21 chansons du spectacle.
- 2001 :  Version néerlandaise
- 2003 :  Version mexicaine
- 2004 :  Version allemande
- 2004 :  Versions japonaise et néerlandaise
- 2007 : Version hongroise